# Улица Заурбека Калоева (Владикавказ)
Улица Заурбека Калоева — улица во Владикавказе, Северная Осетия, Россия. Улица располагается в Затеречном муниципальном округе и Северо-Западном муниципальном округе Владикавказа между улицами Ушинского и Гугкаева. Начинается от улицы Ушинского.

## Расположение
Улицу Заурбека Калоева пересекают улицы Серафимовича, Шота Руставели, Цомака Гадиева, Митькина, Дзержинского, Кубалова, Нальчикская, Братьев Газдановых, Гагарина, Барбашова, Соломона Таутиева, Островского, Весёлая, Мамсурова, Кольбуса, Елбыздыко Бритаева, Калинина и Зои Космодемьянской.
По чётной стороне от улицы Заурбека Калоева заканчиваются улицы Ларская, Алагирская и переулок Тихий.
По нечётной стороне от улицы Заурбка Калоева начинаются улицы Первомайская, Коцоева, Краснодонская и Талалихина.

## История
Улица названа в честь осетинского общественного деятеля Заурбека Зебеевича Калоева.
Улица образовалась во второй половине XIX века и впервые была отмечена как Вторая Степная на «Генеральном плане города Владикавказа с показанием расположения воинских строений на казённых участках» от 1893 года.
В 1943 году отмечена на плане Ордоникидзе как улица Степная.
6 июля 1976 года решением Исполкома Оржоникидзевского Городского Совета народных депутатов улица Степная была переименована в улицу Заурбека Калоева (решение № 212).
- До 1938 года современная Армянская улица называлась как улица Заурбека Калоева[5].

## Объекты
Достопримечательности
- На пересечении с улицами Генерала Плиева и Митькина находится Тургеневский сквер, который является памятником природы регионального значения[6].